# جيم كويل (لاعب كرة قدم)
جيم كويل (بالإنجليزية: Jim Cowell)‏ هو لاعب كرة قدم ومدرب كرة قدم بريطاني في مركز الوسط، ولد في 28 يوليو 1961 في بلزهيل ‏ في المملكة المتحدة. لعب مع نادي فالكيرك.